# Station F

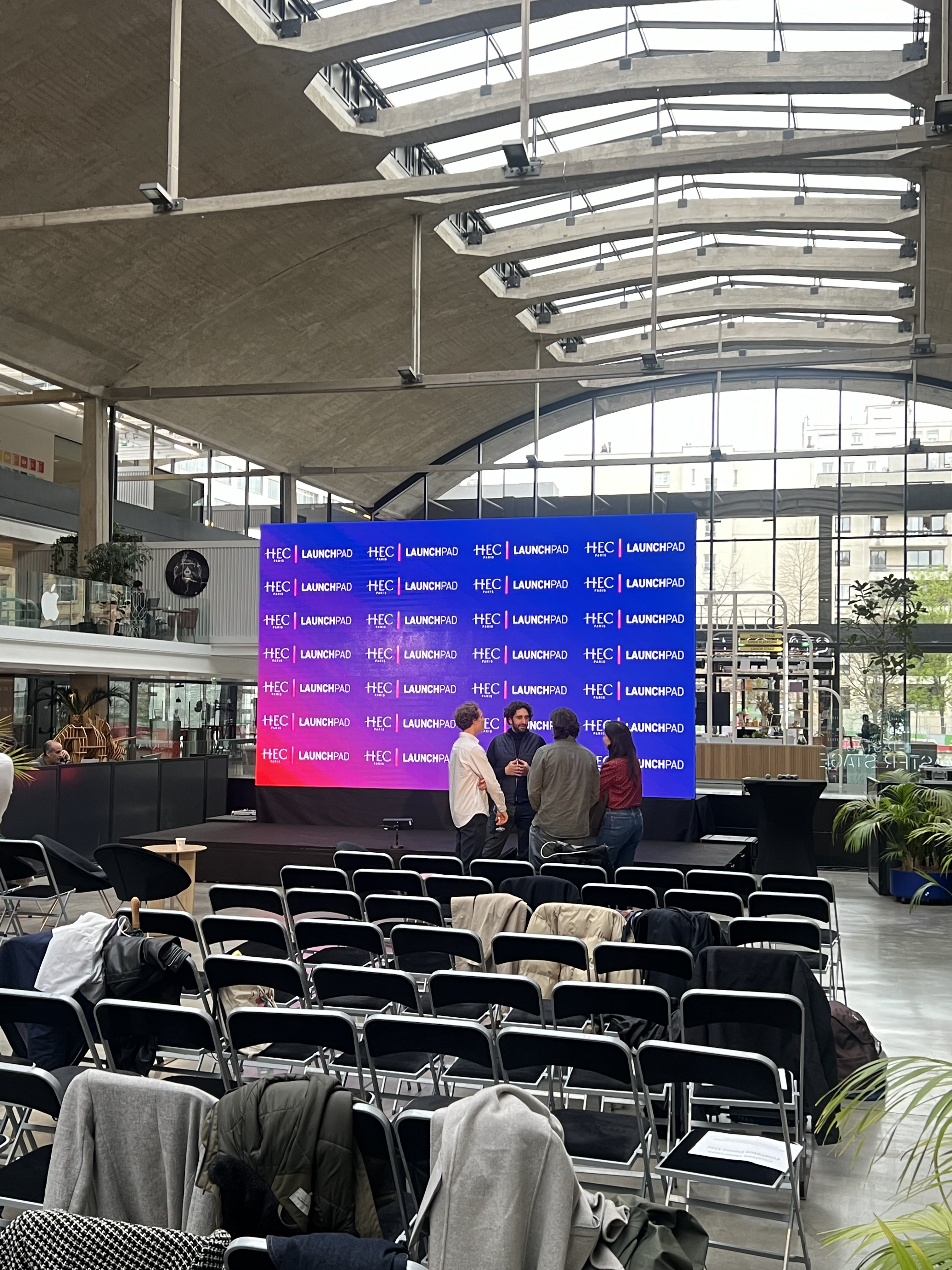
HEC Paris Startup Launchpad Demo Day 2024

Station F är en företagsinkubator för uppstartsbolag, belägen i det 13:e arrondissementet i Paris. Den är känd som världens största startup-anläggning.
Station F ligger i en före detta banhall för gods, tidigare känd som la Halle Freyssinet (därav "F" i namnet). Anläggningen har en golvyta på 34 000 kvadratmeter och öppnades formellt av president Emmanuel Macron i juni 2017. Företagsinkubatorn kan tillhandahålla kontorslokaler för upp till 1 000 nystartade och unga företag samt  företagspartners som Facebook, Microsoft och Naver.
Station F samarbetar med olika företag för att skapa uppstartsprogram riktade till företagare. Bland partnerna kan nämnas Google, Ubisoft och Zendesk.
Station F är också partner med olika skolor, däribland den välrenommerade handelshögskolan HEC Paris.